# Bodtjärnen (Långsele socken, Ångermanland)
Bodtjärnen är en sjö i Sollefteå kommun i Ångermanland och ingår i Ångermanälvens huvudavrinningsområde. Sjön har en area på 0,101 kvadratkilometer och ligger 131,1 meter över havet.

## Delavrinningsområde
Bodtjärnen ingår i det delavrinningsområde (701487-155945) som SMHI kallar för Mynnar i Långsjöån. Medelhöjden är 185 meter över havet och ytan är 11,88 kvadratkilometer. Det finns inga avrinningsområden uppströms utan avrinningsområdet är högsta punkten. Vattendraget som avvattnar avrinningsområdet har biflödesordning 4, vilket innebär att vattnet flödar genom totalt 4 vattendrag innan det når havet efter 65 kilometer. Avrinningsområdet består mestadels av skog (88 procent). Avrinningsområdet har 0,18 kvadratkilometer vattenytor vilket ger det en sjöprocent på 1,5 procent.